# Llys Gwenllian
Llys Gwenllian är ett slott i Storbritannien.   Det ligger i kommunen Denbighshire och riksdelen Wales, i den södra delen av landet, 290 km nordväst om huvudstaden London. Llys Gwenllian ligger 98 meter över havet.
Terrängen runt Llys Gwenllian är kuperad söderut, men norrut är den platt. Runt Llys Gwenllian är det ganska tätbefolkat, med 60 invånare per kvadratkilometer. Närmaste större samhälle är Rhyl, 17,6 km norr om Llys Gwenllian. Trakten runt Llys Gwenllian består i huvudsak av gräsmarker.